# Korčula (mesto)
za otok glej Korčula
Korčula (italijansko Curzola, grško Korkyra Melania, latinsko Corcyra Nigra) je turistično mesto z okoli 2.700 prebivalci in občinsko središče s statusom mesta (hrv. Grad Korčula z okoli 5.400 prebivalci, ki upravno spada v Dubrovniško-neretvansko županijo) ter pristanišče, ki leži na manjšem polotoku na severovzhodni obali istoimenskega otoka, nasproti polotoka Pelješac.
Mesto je z dobro ohranjenim obzidjem, vrati, stolpi, loggiami, starimi hišami, srednjeveškimi ulicami in trgi, ter drugimi kulturnozgodovinskimi spomeniki pravo mesto - muzej. Korčula je znana tudi po tradicionalni viteški igri Moreška, ki jo v spomin na turške napade izvajajo v turistični sezoni in ob drugih priložnostih.

## Geografija
Mesto Korčula je na severovzhodnem delu otoka Korčula. V 4. st. pr. n. št. so grški kolonizatorji Korčulo imenovali Korkyra Melaina, Rimljani pa so jo imenovali Corcyra Nigra. Mesto Korčula je zgrajeno na polotočku v Pelješkem kanalu. Obdano je z obzidjem s stolpi, ki poudarjajo strateško vlogo mesta, ki ko ga opazujemo iz oddaljenosti deluje kot mesto trdnjava. Zaradi geografskih, zgodovinskih in kulturnih značilnosti je bilo mesto Korčula od nekdaj upravno in versko središče otoka, edino mesto (hrv. Grad) na Korčuli in tudi eno od pomembnih hrvaških zgodovinskih mest.

### Naselja
Mesto (Grad) Korčulo sestavlja pet naselij: poleg mesta Korčule so to še Čara, Pupnat, Račišće in Žrnovo.

### Prebivalstvo
V administrativnem območju mesta Korčula (Grad Korčula) je leta 2001 živelo 5889 prebivalcev, 2011 5663, po popisu 2021 pa le še 5419. V samem mestu jih je ~2700 manj, torej le kakšnih ~3000 ali manj.
| Pregled števila prebivalcev (sedanje) občine in mesta po letih | Pregled števila prebivalcev (sedanje) občine in mesta po letih | Pregled števila prebivalcev (sedanje) občine in mesta po letih | Pregled števila prebivalcev (sedanje) občine in mesta po letih | Pregled števila prebivalcev (sedanje) občine in mesta po letih | Pregled števila prebivalcev (sedanje) občine in mesta po letih | Pregled števila prebivalcev (sedanje) občine in mesta po letih | Pregled števila prebivalcev (sedanje) občine in mesta po letih | Pregled števila prebivalcev (sedanje) občine in mesta po letih | Pregled števila prebivalcev (sedanje) občine in mesta po letih | Pregled števila prebivalcev (sedanje) občine in mesta po letih | Pregled števila prebivalcev (sedanje) občine in mesta po letih | Pregled števila prebivalcev (sedanje) občine in mesta po letih | Pregled števila prebivalcev (sedanje) občine in mesta po letih | Pregled števila prebivalcev (sedanje) občine in mesta po letih | Pregled števila prebivalcev (sedanje) občine in mesta po letih |           |
| -------------------------------------------------------------- | -------------------------------------------------------------- | -------------------------------------------------------------- | -------------------------------------------------------------- | -------------------------------------------------------------- | -------------------------------------------------------------- | -------------------------------------------------------------- | -------------------------------------------------------------- | -------------------------------------------------------------- | -------------------------------------------------------------- | -------------------------------------------------------------- | -------------------------------------------------------------- | -------------------------------------------------------------- | -------------------------------------------------------------- | -------------------------------------------------------------- | -------------------------------------------------------------- | --------- |
| 1857                                                           | 1869                                                           | 1880                                                           | 1890                                                           | 1900                                                           | 1910                                                           | 1921                                                           | 1931                                                           | 1948                                                           | 1953                                                           | 1961                                                           | 1971                                                           | 1981                                                           | 1991                                                           | 2001                                                           | 2011                                                           | 2021      |
| 4277/2168                                                      | 4440/1992                                                      | 5004/2125                                                      | 5567/2069                                                      | 5890/2182                                                      | 6463/2287                                                      | 6518/2289                                                      | 5996/2045                                                      | 5685/1778                                                      | 6474/2414                                                      | 6157/2458                                                      | 6097/2657                                                      | 5829/2953                                                      | 6240/3232                                                      | 5889/3000?                                                     | 5663/2856                                                      | 5419/2659 |

## Zgodovina
V starem delu mesta, ki se nahaja znotraj obzidja, in obsega površino 170x300 m, je že v 16. stol. živelo okoli 6000 prebivalcev, ki pa jih je kuga leta 1529 zelo razredčila. Takrat so preventivno požgali hiše okuženih.
V starem mestu je najzanimivejša katedrala sv. Marka zgrajena v 13. stol. in preurejena v prehodnem slugu med gotiko in renesanso v 15. stoletju. Katedrala v Korčuli je eden najlepših sakralnih spomenikov v Dalmaciji. V njej hranijo dela Tinttoreta in Bassana. Poleg katedrale in mestnega obzidja s stolpi mestnimi vrati je pomembno omeniti še cerkev vseh svetih z bizantinskimi ikonami iz 13. do 15. stol., cerkvico sv. Petra, ki se prvič omenja 1338, opatsko palačo z bogato zakladnico, cerkev sv. Mihovila iz 17. stol., cerkev sv. Nikole iz 16. do 17. stol., dominikanski samostan in Knežji dvorec iz 16. stol. Med patricijskimi hišami je omembe vredna hiša v kateri naj bi živela družina velikega pomorščaka, svetovnega popotnika in raziskovalca Marka Pola.